# 2973
2973 (số La Mã: MMCMLXXIII). Trong lịch Gregory, năm đó là năm thứ 2973 của Anno Domini; năm thứ 973 của thiên niên kỷ thứ 3; năm thứ 73 của thế kỷ 30 và là năm thứ 3 của thập kỷ 2970.